# Glen Tetley
Glen Tetley est un danseur et chorégraphe américain né à Cleveland le 3 février 1926 et mort à Palm Beach le 26 janvier 2007.

## Biographie
Il étudie la danse moderne avec Martha Graham et la danse classique avec Antony Tudor à la School of American Ballet. Il travaille à Broadway de 1946 à 1951 et danse avec le New York City Opera de 1952 à 1954.
Membre du Joffrey Ballet à sa création, il devient soliste principal de l'American Ballet puis rejoint la compagnie de Jerome Robbins en 1962. Codirecteur du Nederlands Dans Theater en 1969 et 1970, il succède à John Cranko au Ballet de Stuttgart de 1974 à 1976. Il meurt en 2007 à l'âge de 80 ans,.